# Plăsoiu, Brăila
Plăsoiu este un sat în comuna Vișani din județul Brăila, Muntenia, România.